# ベヴァン・ロッド
ベヴァン・ロッド（Bevan Rodd、2000年8月26日 - ）は、プレミアシップセール・シャークスに所属するラグビーユニオン選手。

## プロフィール
- スコットランド・ダヌーン出身[1]。
- ポジションはプロップ(PR)。
- 身長 183cm、体重 118kg
- イングランド代表キャップは5（2024年2月現在）でラグビーワールドカップ2023のイングランド代表に選ばれた[2]。

## 略歴
2018年、セール・シャークスに加入。 